# Рерберг, Георгий Иванович
Гео́ргий Ива́нович Ре́рберг (28 сентября 1937, Москва, СССР — 25 июля 1999, Москва, Россия) — советский и российский кинооператор, заслуженный деятель искусств РСФСР (1980), народный артист РСФСР (1988).

## Биография
Родился в Москве в семье художника.
В 1960 году окончил операторский факультет ВГИКа (мастерская Бориса Волчека) и около года работал на Ленинградской студии кинохроники. С 1961 года — кинооператор на киностудии «Мосфильм».
Как оператор–постановщик дебютировал чёрно-белой картиной «Первый учитель» (1965). Уже в этой работе выявились его творческие особенности: строгость изобразительного решения, композиционная чёткость, документальность стиля.
Снятый в 1967 году фильм «История Аси Клячиной, которая любила, да не вышла замуж» в прокат не вышел, это произошло только 20 лет спустя. В 1989 году за эту работу Г. Рерберг номинировался на премию «Ника» как лучшую операторскую работу, а в 1990 году в числе создателей фильма был награждён Государственной премией РСФСР имени братьев Васильевых.
В фильме «Дядя Ваня» сопоставление чёрно-белых и цветных кадров приобретает драматический характер. Этот приём получил развитие в «Зеркале», где ирреальность и конкретность снов передаётся в чёрно-белых сценах, а в цветных — красота и одухотворённость мира детства, драматизм его утраты. Различные операторские приёмы (репортажная съёмка, рапид, внутрикадровое движение камеры, высококонтрастное освещение) реализуют замысел, создают образную структуру фильма.
Во время съёмок «Сталкера» между Рербергом и режиссёром А. Тарковским сложилась конфликтная ситуация из-за бракованой партии плёнки «Кодак», на которую снимали фильм. По требованию режиссёра Рерберг был отстранён от съёмок, практически весь фильм был переснят заново оператором А. Княжинским. Об истории конфликта Игорем Майбородой снята документальная лента «Рерберг и Тарковский. Обратная сторона „Сталкера“» (2008).
В 1977—1984 годах читал курс лекций по операторскому мастерству на Высших курсах сценаристов и режиссёров.
В 1990-е годы всё меньше работал в кино, сосредоточившись на съёмке рекламы для телевидения (большинство роликов цикла «Всемирная история, Банк Империал»).
Член Союза кинематографистов СССР (Москва).
Скончался 25 июля 1999 года в Москве. Похоронен на Введенском кладбище рядом с отцом и матерью (участок № 19).

## Семья
- отец — Иван Фёдорович Рерберг (1892—1957), художник;
- мать — Галина Семёновна Козолупова (1912—1990), виолончелистка, дочь артиста С. М. Козолупова;
- жена — Валентина Антиповна Титова (род. 1942), актриса[12].

## Фильмография
- 1965 — Первый учитель
- 1966 — История Аси Клячиной, которая любила, да не вышла замуж
- 1968 — Сванетия (новелла в Альманахе кинопутешествий)[13]
- 1969 — Дворянское гнездо
- 1969 — Золотые ворота
- 1970 — Дядя Ваня (совместно с Е. Гуслинским)
- 1970 — Обыкновенная история
- 1970 — Пёс, сметана и труба
- 1971 — Ехали в трамвае Ильф и Петров
- 1973 — Дирижирует Мравинский (телевизионный)
- 1973 — Иркутская история
- 1974 — Зеркало
- 1975 — Здравствуйте, я ваша тётя!
- 1975 — Лес (фильм-спектакль)
- 1976 — Мелодии белой ночи
- 1977 — 12 стульев (совместно с В. Ошеровым)
- 1978 — Безымянная звезда (снял своё имя из титров)
- 1978 — Отец Сергий (совместно с А. Николаевым)
- 1979 — Служба ликвидации (короткометражный)
- 1980 — Адам женится на Еве
- 1981 — Звездопад
- 1981 — Золотые рыбки (новелла в киноальманахе «Полоса везения»)
- 1982 — Вновь я посетил… (телевизионный)
- 1983 — Любовь Орлова (документальный; совместно с Б. Сутоцким)
- 1983 — Время отдыха с субботы до понедельника (совместно с П. Лебешевым)
- 1984 — Иона, или Художник за работой
- 1984 — Беседы с Мравинским (документальный)
- 1984 — Бог в России/Gott in Russland (документальный, совместно с П. Лебешевым)
- 1985 — Испытатель (короткометражный)
- 1985 — Маскарад
- 1986 — Плюмбум, или Опасная игра
- 1989 — Две истории Альфреда Шнитке (документальный)
- 1990 — Я сюда больше никогда не вернусь
- 1991 — Лосев
- 1993 — Октябрь
- 1996 — Прибытие поезда (новелла «Дорога»)
- 1997 — Олег Каган. Жизнь после жизни
- 1999 — Катерина Ивановна

## Награды, номинации, звания
- 1979 — Приз XII Всесоюзного кинофестиваля в Ашхабаде за операторскую работу в фильме «Отец Сергий»[2];
- 1980 — заслуженный деятель искусств РСФСР[2];
- 1981 — Специальное упоминание жюри Венецианского кинофестиваля за фильм «Звездопад»)[14];
- 1988 — народный артист РСФСР[2];
- 1989 — номинация на премию «Ника» за лучшую операторскую работу (фильм «История Аси Клячиной, которая любила, да не вышла замуж»);
- 1990 — Государственная премия РСФСР имени братьев Васильевых (фильм «История Аси Клячиной, которая любила, да не вышла замуж»)[15].

## Отзывы
«Его дебютный фильм „Первый учитель“ — совершеннейшее откровение по форме, по стилистике (…) Бесспорное по художественным достоинствам, совершенное по цвету, композиции произведение „Дворянское гнездо“. Это чудо световых ситуаций, мастерского использования рисующего и рефлексного света». — Вадим Юсов
«О фильме „Зеркало“ написано много, но восхищение от этого не становится меньше. Восхищает всё: драматургически точное световое решение пространства в интерьерах и декорациях, природа в состоянии солнечного, пасмурного, грозового дня и ночи, переданная на экране с предельной выразительностью, портреты героев в различных световых состояниях». — Вадим Юсов